# Siegfried Barth (Beamter)
Siegfried Barth (* 1935 oder 1936) ist ein deutscher Beamter im Ruhestand und war vom 10. September 1998 bis zum Juli 2001 Vizepräsident des Bundesnachrichtendienstes (BND). 1994 war er in leitender Funktion an der Plutonium-Affäre beteiligt.

## Leben
Barth studierte Betriebswirtschaftslehre an der Wirtschaftshochschule Mannheim. Das Studium schloss er als Diplom-Betriebswirt ab. Anschließend war er als Direktionsassistent bei den Lechwerken tätig.
Im Herbst 1967 trat Barth in den Bundesnachrichtendienst ein und trug den Decknamen Siegfried Imhorst. Er war Anbahner und Verbindungsführer im Bereich Sowjetblock. 1983 wurde Barth zum Leiter der Unterabteilung 15 (Gegenspionage Warschauer Vertrag) und später Unterabteilungsleiter 11 im Bundesnachrichtendienst. In diesem Amt war er an der Plutonium-Affäre 1994 beteiligt. Am 9. Mai 1996 wurde Barth, unter Imhorst, als Zeuge im zur Aufklärung der Affäre eingesetzten Parlamentarischen Untersuchungsausschuss des Deutschen Bundestages vernommen.
1996 wurde Barth Abteilungsleiter 1 (Beschaffung) im Bundesnachrichtendienst, bevor er 1998  Vizepräsident des Bundesnachrichtendienstes wurde. Er folgte auf Rainer Keßelring. Zum Zeitpunkt der Übernahme des Amtes war Barth über 30 Jahre Angehöriger des Bundesnachrichtendienstes.
Barth trat im Sommer 2001 in den Ruhestand. Sein Nachfolger als Vizepräsident wurde Rudolf Adam, der vom Auswärtigen Amt zum BND versetzt wurde.
2001 wurde er mit dem Bundesverdienstkreuz am Bande ausgezeichnet.